# Ermengarde d'Anjou (morte en 1076)
Pour les articles homonymes, voir Ermengarde d'Anjou et Blanche d'Anjou.
Ermengarde d'Anjou, dite Blanche, morte assassinée le 18 mars 1076 en l'église de Fleurey-sur-Ouche, fut une princesse de la famille des Ingelgeriens et fille de Foulques III Nerra, comte d'Anjou, et d'Hildegarde de Lorraine de Sundgau.

## Biographie
Ermengarde d'Anjou épouse en premières noces Geoffroy II Ferréol, comte du Gâtinais et eut :
- une fille, mariée vers 1050 à Josselin Ier, seigneur de Courtenay. On attribue le prénom d'Hildegarde à cette fille, mais il est possible que cela résulte d'une confusion avec une demi-sœur homonyme ;
- Geoffroy III le Barbu (° 1040 † 1096-1097), comte de Gâtinais et d'Anjou ;
- Foulques IV le Réchin (° 1043 † 1109), comte d'Anjou.

Elle était déjà veuve lorsque sa mère partit en pèlerinage à Jérusalem en 1046 et décéda pendant le voyage. Elle se remaria avec le capétien Robert Ier le Vieux, duc de Bourgogne, et eut :
- Hildegarde de Bourgogne, vivante en 1080, qui épousa vers 1067 Guy-Geoffroy-Guillaume VIII († 1086), duc d'Aquitaine, de Gascogne et comte de Poitiers.

Son frère Geoffroy II Martel mourut en 1060, et ce furent ses fils Geoffroy et Foulques qui lui succédèrent.

### Sources
- Ermengarde d'Anjou